# FutureSex/LoveSounds
FutureSex/LoveSounds je drugi studijski album američkog pop/R&B pjevača Justina Timberlakea. Objavljen je 12. rujna 2006. godine od izdavačke kuće Jive Records. Snimanje albuma je trajalo od studenog 2005. do srpnja 2006. godine u Timbalandovom studiju Thomas Crown Studio. FutureSex/LoveSounds je prvenstveno produciran od strane Timbalanda, Danje i Timberlakea osobno. Album sadrži riječi pjesme o seksu i ljubavi te ima utjecaje raznih glazbenih žanrova, kao što su pop, R&B, hip-hop, dance-pop i electronic.

## Pozadina
Justin Timberlake je 2005. godine bio inspiriran za ponovno snimanje albuma. Osjetio je potrebu za eksperimentom i stvaranjem nečeg novog. Tada se obratio suradniku s njegovog prijašnjeg albuma, Timbalandu. U studenom 2005. godine posjetio je Thomas Crown Studio, Timbalandov studio u Virginia Beach, Virginia. Nitko od njih troje [Timberlake, Timbaland i Danja] nije znao kako će album izgledati. Nisu imali plan kakav bi album željeli. Nakon što su snimili pjesmu "What Goes Around.../...Comes Around" iz čiste zezancije odlučili su zajedno napraviti veliku većinu albuma.

## Glazba i tekstovi
FutureSex/LoveSounds je glazbeno upečatljiviji od Timberlakeovog prvog albuma Justified. Iako je pjesma "What Woes Around.../...Comes Around" relativno slična albumu Justified, Timberlake je rekao da je to najsličnije prijašnjem albumu. Nakon albuma Justified, Timberlake je rekao da je želio biti prepoznat kao R&B izvođač jer je to glazba uz koju je odrastao.
FutureSex/LoveSounds uglavnom sadrži pjesme sa seksualnim aluzijama i temama ljubavi. Prva polovica albuma, FutureSex, uglavnom je usredotočen na seks. Na primjer, pjesma "FutureSex/LoveSounds" je seksualno sugestivna. Ostale senzualne pjesme kao "LoveStoned" sadrže riječi kao: "She's going home with me tonight." ["Ona večeras ide kući sa mnom."]. Druga polovica albuma, LoveSounds, je "blaža polovica" što se vidi u preludijima pjesama. Na primjer, "What Goes Around.../...Comes Around" je emocionalna pjesma dok "LoveStoned" prelazi u ljubavnu pjesmu (I Think She Knows). Album je u potpunosti ne-autobiografski, no jedina pjesma koja nagovještava Timberlakeovo osobno iskustvo bila bi "What Goes Around.../...Comes Around" za koju se nagađa da je nastavak pjesme "Cry Me a River". No, Timberlake je izjavio da je pjesma pisana po iskustvu koje je doživio njegov prijatelj.

## Popis pjesama
| 1.    | »FutureSex/LoveSound«                              | Justin Timberlake, Tim Mosley, Nate Hills                  | Justin Timberlake, Timbaland, Danja | 4:01 |
| 2.    | »SexyBack« (featuring Timbaland)                   | Timberlake, Mosley, Hills                                  | Justin Timberlake, Timbaland, Danja | 4:02 |
| 3.    | »Sexy Ladies/Let Me Talk to You (Prelude)«         | Timberlake, Mosley, Hills                                  | Justin Timberlake, Timbaland, Danja | 5:32 |
| 4.    | »My Love« (featuring T.I.)                         | Timberlake, Mosley, Hills, C. J. Harris                    | Justin Timberlake, Timbaland, Danja | 4:36 |
| 5.    | »LoveStoned/I Think She Knows (Interlude)«         | Timberlake, Mosley, Hills                                  | Justin Timberlake, Timbaland, Danja | 7:24 |
| 6.    | »What Goes Around.../...Comes Around (Interlude)«  | Timberlake, Mosley, Hills                                  | Justin Timberlake, Timbaland, Danja | 7:28 |
| 7.    | »Chop Me Up« (featuring Timbaland & Three 6 Mafia) | Timberlake, Mosley, Hills, Jordan Houston, Paul Beauregard | Justin Timberlake, Timbaland, Danja | 5:04 |
| 8.    | »Damn Girl« (featuring will.i.am)                  | Timberlake, William Adams, J. C. Davis                     | Jawbreakers                         | 5:12 |
| 9.    | »Summer Love/Set the Mood (Prelude)«               | Timberlake, Mosley, Hills                                  | Justin Timberlake, Timbaland, Danja | 6:24 |
| 10.   | »Until the End of Time«                            | Timberlake, Mosley, Hills                                  | Justin Timberlake, Timbaland, Danja | 5:22 |
| 11.   | »Losing My Way«                                    | Timberlake, Mosley, Hills                                  | Justin Timberlake, Timbaland, Danja | 5:22 |
| 12.   | »(Another Song) All Over Again«                    | Timberlake, Matt Morris                                    | Rick Rubin                          | 5:45 |
| 13.   | »Pose« (featuring Snoop Dogg) (Bonus pjesma)       | Timberlake, C. Broadus, Adams                              | will.i.am                           | 4:47 |
| 66:16 |                                                    |                                                            |                                     |      |

| 1.  | »FutureSex/LoveSound«                                                    | 4:01 |
| 2.  | »SexyBack« (featuring Timbaland)                                         | 4:02 |
| 3.  | »Sexy Ladies/Let Me Talk to You (Prelude)«                               | 5:32 |
| 4.  | »My Love« (featuring T.I.)                                               | 4:36 |
| 5.  | »LoveStoned/I Think She Knows (Interlude)«                               | 7:24 |
| 6.  | »What Goes Around.../...Comes Around (Interlude)«                        | 7:28 |
| 7.  | »Chop Me Up« (featuring Timbaland & Three 6 Mafia)                       | 5:04 |
| 8.  | »Damn Girl« (featuring will.i.am)                                        | 5:12 |
| 9.  | »Summer Love/Set the Mood (Prelude)«                                     | 6:24 |
| 10. | »Until the End of Time« (featuring The Benjamin Wright Orchestra)        | 5:22 |
| 11. | »Losing My Way« (featuring Hezekiah Walker)                              | 5:22 |
| 12. | »(Another Song) All Over Again«                                          | 5:45 |
| 13. | »Until the End of Time« (featuring Beyoncé)                              | 5:22 |
| 14. | »SexyBack« (DJ Wayne Williams Ol' Skool Remix) (featuring Missy Elliott) | 4:16 |
| 15. | »Sexy Ladies (Remix)« (featuring 50 Cent, uz dodatne vokale Timbalanda)  | 3:51 |

## Vanjske poveznice
- FutureSex/LoveSounds na Discogs-u
- FutureSex/LoveSounds  Arhivirana inačica izvorne stranice od 16. veljače 2010. (Wayback Machine) na Metacritic-u
- FutureSex/LoveSounds  Arhivirana inačica izvorne stranice od 21. lipnja 2010. (Wayback Machine) na Acclaimed Music-u